# Usømmelig omgang med lig
Straffelovens § 139 omhandler usømmelig omgang med lig og siger:
Den, som krænker gravfreden eller gør sig skyldig i usømmelig behandling af lig, straffes med bøde eller fængsel indtil 6 måneder.
Stk. 2.:
På samme måde straffes den, som gør sig skyldig i usømmelig behandling af ting, der hører til en kirke og anvendes til kirkeligt brug.

## Eksterne kilder og henvisninger
- Retsinformation Bekendtgørelse af straffeloven med seneste ændringer fra 17. december 2019